# 超級大富翁
《超級大富翁》是友松傳播製作、台灣電視公司播出的益智節目，節目型態是模仿英國獨立電視台（ITV，以下該電視台創作的版本簡稱「ITV版」）的原創電視遊戲節目《百萬富翁》（Who Wants to be a Millionaire）。其規則是參賽者取得資格後，連續回答15個問題（第8題為關鍵題），就可獲得獎金新台幣一百萬元整。台視停播後，年代電視台也有播出，但此版本的製作單位與台視版的不同；這兩種版本的節目均已停播。
此節目在2000年開播之後，曾在台灣掀起益智競賽節目的風潮，如台視《無敵超級二十一》、中國電視公司《超級金頭腦》等同質節目相繼登場，但風潮相當短暫。

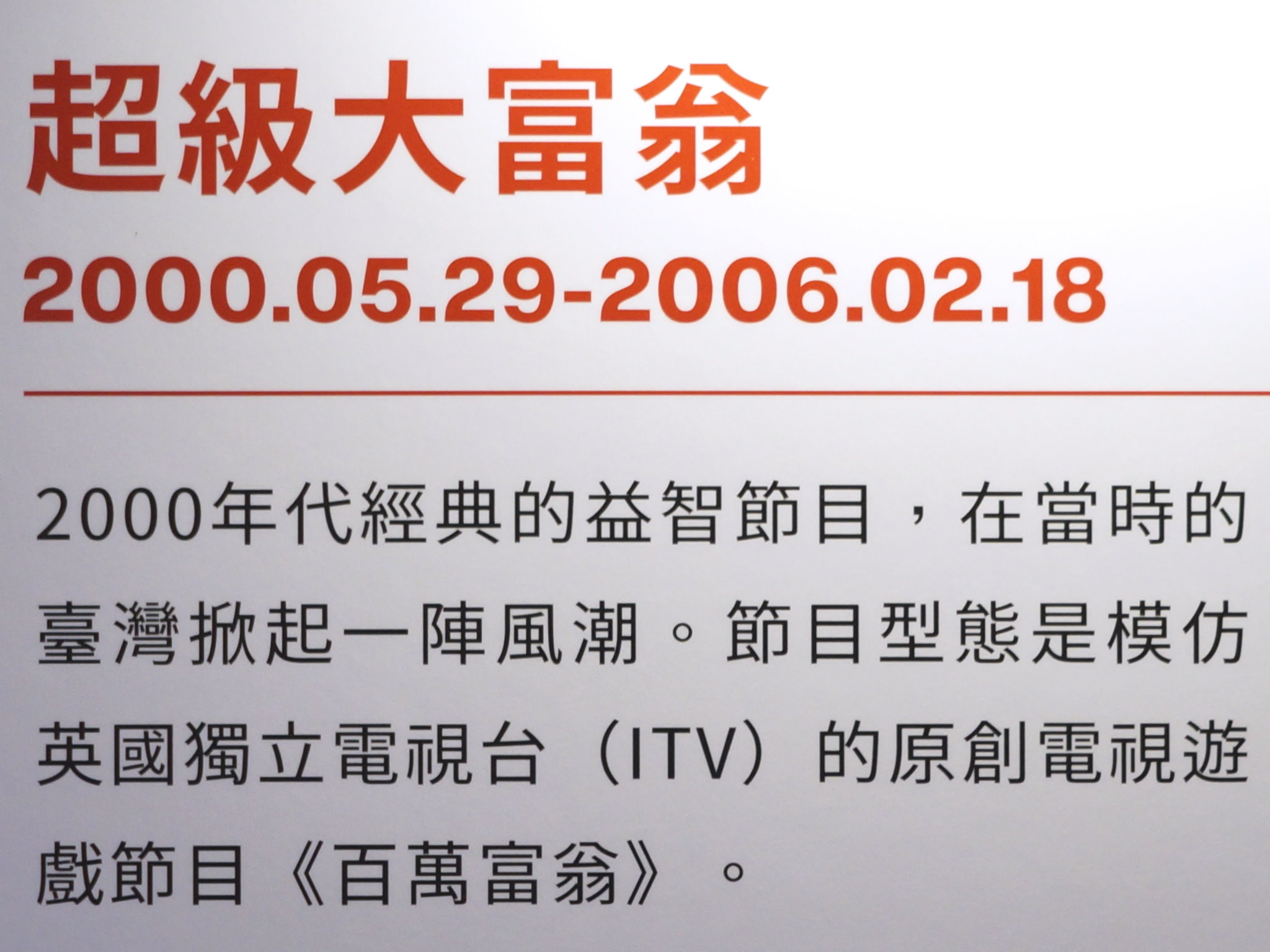
簡介牌

## 播出時間
- 2000年5月29日起每週一21:00 - 22:30播出，該時段播至2001年1月22日。前期主持人為黃子佼、藍心湄、謝震武擔任提問者。
- 2001年3月8日起每週四21:00 - 22:30播出，該時段播至2001年5月31日。該檔期的節目型態為兩人組隊參與，主持人與上述相同。
- 2002年8月3日起，該階段主持人為廖筱君、謝震武並改名為《超級大富翁　暑假大作戰》，每週六20:00 - 21:30播出（後期改在22:00 - 23:30）。
- 2002年9月21日起，改名《超級大富翁　開運大作戰》，主持人與提問者皆由謝震武擔任。並將時段調回至每週六晚間20:00起播映。2002年11月30日，改至21:30 - 23.00播出；但有時會改成22:00 - 00:00播出二個小時。最終，才固定於22:00播出至23:30（通常狀況下，但於2005年《齊天大勝》開播後幾乎會延至22:05才開播），或延至播至00:00（後期少有播映至該時段的紀錄）。爾後皆於該時段播映至2006年2月18日為止。

## 歷屆主持人
- 第一期，藍心湄、黃子佼共同主持，謝震武僅負責給角逐百萬獎金者出題。
- 第二期，換了廖筱君與謝震武共同主持。
- 第三期，廖筱君離開台視，改由謝震武獨自主持。

## 遊戲規則
- 主持會先介紹參賽者，參賽者的型態，有「自然科學小小大富翁」，為國小四到六年級參賽者，或夫妻情侶檔、五人接力賽等。依序介紹完畢後，進行下列的遊戲。

### 第一到三期資格賽
這是類似ITV版“Fast Finger First”（快答手）的單元。
主持人將唸出題目，此時主持人會提示四個選項，參賽者必須將這四個選項依序排序出來，並將正確順序寫在白板上，寫好後，把白板正下方插入桌面前方凹槽內，計時器會在參賽者插入白板的同時停止計時，主持人根據各參賽者回答題目的快慢來判定由哪一位參賽者獲得角逐百萬獎金的資格。當然，順序錯誤或寫了重複選項者，均算失去資格。
題目範例如下：
1. 「請將下列四處台灣的地名由北至南排列出來：（1）台中、（2）高雄、（3）台南、（4）台北。」正確答案為（4）、（1）、（3）、（2）。
2. 「請將下列四個自動櫃員機操作步驟，按照一般順序排列出來：（1）取卡領現、（2）輸入密碼、（3）選擇金額、（4）插入卡片。」正確答案為（4）、（2）、（3）、（1）。
3. 「請將下列四個由魔術師身上的穿著，由上至下排列出來：（1）高禮帽、（2）領結、（3）褲子、（4）皮鞋。」正確答案為（1）、（2）、（3）、（4）。
4. 「請將下列四種球類，由小至大排列出來：（1）乒乓球、（2）壘球、（3）籃球、（4）網球。」正確答案應為（1）、（4）、（2）、（3）。
5. 「請將下列四個電視節目，按照由早到晚的播放順序排列出來：（1）八點檔連續劇、（2）午間新聞、（3）晨間新聞、（4）深夜新聞。」正確答案應為（3）、（2）、（1）、（4）。
6. 「請將下列四種台鐵列車的票價，由貴到便宜的順序排列出來：（1）莒光號、（2）復興號、（3）自強號、（4）普通車。」正確的答案應為（3）、（1）、（2）、（4）。

- 題目中若有所謂「一般順序」排列出來者，則表示這是以「正常程序」的方式操作或進行，並非以「不正常程序」進行。
- 答題最快且最正確者，將獲得角逐百萬獎金的資格。

#### 第一期到第二期資格賽與第三期的不同
黃子佼與藍心湄組合的主持陣容期間，資格賽也可以不是「排列題」，而是問答題，參賽者將答案直接寫在白板上，並由主持人公佈答案後，視哪一位的答案正確又迅速，即可獲得參賽資格。
舉例說明：
1. 網路聊天時，說「拜拜」（再見）可以使用哪三個數字表示？【答案：881（拜拜唷）或886（拜拜囉）】
2. 今年是西元幾年？【答案：（視當時錄影年份而定）】

### 第四期資格賽
- 第四期資格賽是以主持人發問一個簡單的問答題，只要參賽者及時搶答答對者，該組參賽者即可獲得進行百萬問答的資格。
- 題目範例如下：

1. 加拿大國旗中央的圖樣是什麼？【答案：楓葉】
2. 心肺復甦術的英語簡稱是什麼？【答案：CPR】

### 遊戲規則
- 每題均有40秒答題時間，但在後期可能是考慮到參賽者的參與及廣告效益，改為20秒內作答。
- 參賽者的獎金題數所列如下：

| 題號 | 獎金         | 獎品                                       |
| ---- | ------------ | ------------------------------------------ |
| 15   | NT$1,000,000 | 29吋液晶電腦→22吋液晶電視1克拉鉑金鑽珠項鍊 |
| 14   | NT$500,000   | 冰箱                                       |
| 13   | NT$250,000   | 分離式冷氣機                               |
| 12   | NT$125,000   | 29吋平面電視→手機25分鉑金鑽珠項鍊          |
| 11   | NT$64,000    | 洗衣機                                     |
| 10   | NT$32,000    | 冷氣機                                     |
| 9    | NT$16,000    | DVD                                        |
| 8    | NT$8,000     | 微波爐10分鉑金鑽珠項鍊                     |
| 7    | NT$7,000     |                                            |
| 6    | NT$6,000     |                                            |
| 5    | NT$5,000     |                                            |
| 4    | NT$4,000     |                                            |
| 3    | NT$3,000     |                                            |
| 2    | NT$2,000     |                                            |
| 1    | NT$1,000     |                                            |

（上述獎金結構僅限成年人的單人參賽者，兒童、簡訊等參賽者不適用此結構。另外，第8～15題如答對會贈送進口高級家電；五人接力賽如答對第8，12，15題會贈送高級鉑金鑽珠項鍊。）
- 兒童與手機族的獎金題數所列如下：

| 題號 | 獎金       |
| ---- | ---------- |
| 15   | NT$100,000 |
| 14   | NT$80,000  |
| 13   | NT$60,000  |
| 12   | NT$40,000  |
| 11   | NT$20,000  |
| 10   | NT$10,000  |
| 9    | NT$5,000   |
| 8    | NT$4,000   |
| 7    | NT$3,500   |
| 6    | NT$3,000   |
| 5    | NT$2,500   |
| 4    | NT$2,000   |
| 3    | NT$1,500   |
| 2    | NT$1,000   |
| 1    | NT$500     |

- 遇到不會的題目，參賽者可以使用求救法協助過關，倒數計時的同時，可以使用其中一項，但規定是一題只能用一項。
- 每位參賽者均有三個「求救法」（原創稱為「生命線」（Lifelines），港版翻譯「錦囊」）：

1. 第一個求救法稱為「刪去法」（原創稱為「50:50」），代表可保證刪除兩個錯誤的答案，只剩下兩個答案供參賽者選擇。
2. 第二個求救法稱為「Call Out」（原創稱為「Phone a Friend」），可以透過電話打給親朋好友，讓親朋好友告訴你答案，當然參賽者可以接受親朋好友的建議，也可以不要，決定權均在參賽者。
3. 第三個求救法稱為「Call In」（原創稱為「Ask the Audience」，原意為「問觀眾」），請電視機觀眾撥0204開頭的高額付費電話（但必須年滿18歲）提供答案給參賽者，畫面將有觀眾答題的比例供參賽者參考，參賽者也可以決定是否採用其答案。

- 若參賽者途中答錯題目，則獎金是上個題目的獎金折半。例如：如果參賽者在第九題答錯，則是答對第八題所得的新台幣8,000元獎金折半，只得新台幣4,000元獎金。（只有第十三題答錯是拿新台幣64,000元，不是答對第十二題所得的125,000÷2=62,500元。）
- 中途不可以棄權，否則全數獎金取消。
- 另外，撥打高額付費電話的觀眾可以參加「機會、命運」拿獎金活動，本段固定由謝震武主持（後期的節目會徵求一名年輕女性擔任Lucky Girl）。謝震武喊「電腦，給我一個序號！」，電腦隨機從當日全體撥打高額付費電話的觀眾留下的電話號碼中選定一個來call-out。選定的號碼顯示在螢幕上，但隱去最後三碼。電話接通後，謝震武問觀眾正在收看哪一個節目，觀眾回答「超級大富翁」五字才能參賽。謝震武從參賽者回答過的問題中抽一個請觀眾回答，觀眾答對後獲得基本獎金新台幣3,000元；此時觀眾可選擇領取基本獎金、或是繼續進行「機會、命運」，但大多數觀眾都選擇繼續進行「機會、命運」。進行「機會、命運」時，現場準備一個立牌，上嵌可上下180度翻轉的「機會」與「命運」板子各一塊，後方藏著一位工作人員負責翻板子。謝震武請觀眾猜，獎金藏在哪一塊板子。現場倒數10秒後，謝震武喊「機會、命運，請選擇！」，觀眾回答「機會」或「命運」，工作人員將兩塊板子同時翻向前方。觀眾只要猜對，即可獲得累計獎金（早期為新台幣30,000元，後期為新台幣50,000元）；若猜錯，則不能領取基本獎金，而且累計獎金必須累計給下一位觀眾。早期累計獎金無限制，後期則改為累計最高新台幣250,000元。

## 遊戲型態
下列是該節目其他版本的種類。
1. 小小大富翁：選定四到六年級小學生為參賽者，但最高獎金卻只有新臺幣拾萬圓整（NT$100,000），與成人的獎金結構不盡相同。
2. 情侶搭檔：選定戀愛中的情侶參賽，兩個人共同回答問題，但求救法卻少了一個「Call Out」。
3. 五人接力賽：第一名參賽者回答第一、第六、第十一題問題，第二名參賽者回答第二、第七、第十二題問題，依此類推，故第五名參賽者往往扮演重要角色，求救法是共用的，也就是說一組參賽者有三個求救法，不可代答，也不可交談討論。適合公司行號、學生社團或家庭參加。
4. 簡訊參賽：只要參賽者透過行動電話的簡訊連續回答八個考古問題，製作單位抽籤，通知參賽者後，參賽者就可以取得參賽資格，除了可以保證領到基本獎金外，從第九題開始則為現場錄影，無任何求救法使用。
5. 特別版：曾經請紅頂藝人參賽，也請過混血兒參賽，此版本均在新年期間播放。

## 與ITV版的不同處
| 項目                                 | ITV版                                                                        | 超級大富翁 |
| 「資格賽」答題方式                   | 參賽者採用按鈕方式答題，主持人手上不拿稿子，就直接看電視螢幕說出選項順序。   | 參賽者將順序寫在一塊小白板上，並插入前方的凹槽內，使計時器暫停計時後，主持人看手上的紙稿，宣布答案（前期節目）。另一種規則，則是參賽者可同時直接看電視螢幕顯示與聽見主持人唸出題目與答案選項，主持人手上會拿稿子，參賽者採用麥克風正對著主持人答題（後期節目）。 |
| 遊戲進行中的答題時間限制             | 原版是不受時間限制。                                                         | 每題均受時間限制，第一期不受時間限制，第二期受四十秒的限制，第三期受二十秒的時間限制。 |
| 答題選項差異                         | 採用A，B，C，D。                                                             | 採用1，2，3，4。 |
| 第二個求救法 「Call Out」            | 每次電話的通話時間是三十秒。                                                 | 題目倒數計時的同時，將秒數全數用盡為止，參賽者就停止與通話者對談。 |
| 第三個求救法 「Call In」             | 攝影棚內現場觀眾，透過投票機傳遞他們心目中的答案。                           | 節目是現場直播，沒有投票機，全靠電視機觀眾投票。（現場觀眾不能告知或提示參賽者答案，而0204高額付費電話是製作單位主要的收入來源） |
| 獎金發給                             | 隨時可以離開遊戲，可確保因為答錯而只領取「保險線上」獎金的遺憾。             | 不可以放棄遊戲，否則全數獎金會被取消。 |
| 獎金發給                             | 答錯問題，仍可領到保險線上第五與第十題的獎金，當然，前五題答錯是沒有獎金的。 | 答錯問題者，將領取前一題折半的獎金。 |
| 獎金發給                             | 主持人於第十二題後會秀出寫了抬頭的支票，以及其獎金金額。                     | 主持人不會秀出支票，所得獎金是節目結束後所領取。 |
| 是否有高額付費電話供電視機觀眾撥打？ | 看當地電視台是否有這樣的服務，或透過互動電視與數位電視進行。                 | 有提供一支0204開頭的高額付費電話供觀眾撥打。 |

註：ITV版的獎金，有所謂的「保險線上」獎金，每第五、第十題都為「里程碑問題」（Milestone Question），參賽者在「保險線上」之後的問題答錯，仍可保證領到「保險線上」的獎金。

## 年代MUCH TV版
- 節目名稱為《百萬大富翁　MUCH大放送》。
- 初期為週一至週五帶狀節目，起迄日期待查。
- 自2006年10月21日起，每週六、日21:00 - 22:30現場直播；至2007年2月11日暫時停播。
- 主持人為謝震武，以獨自主持的方式主持節目。
- 獎金規則和台視版大致上相同，惟資格賽不仿照ABC版的答題方式、也不用白板，改用按鈴搶答方式搶答。
- 週一至週五18:00 - 19:00播出版本當中，其〈資格賽〉是每次都會介紹一道美食料理，由現場來賓估價，估價正確者可得該估價王美食。
- 其製作單位與台視版的製作單位不同。
- 觀眾贈獎部分，第一部份是〈機會　命運〉，此單元與台視版是一樣的規則，由觀眾先撥打0800專線進線，只要答對考古題後，可以選「機會　命運」，選中“Bingo”，即可繼續參加由一百個號碼內，選擇一個號碼，其中裡面藏的最大獎為汽車一台。
  - 第二階段改為〈幸運九宮格〉，這是由一至九號內，任選三個自然數（要連線的，例：123或147），如出現三個顏色一樣者，即可獲得連線成功顏色的獎品。如選擇到獎金者，就提前結束遊戲，其獎金為新臺幣10,000圓。連線成功後，還可繼續參加由第一階段遊戲改版後的二十個號碼選一個號碼，其最大獎為汽車，另外還有其它各種不同種類的大、小獎。
- 中期一開始，有〈幸運九點鐘〉。節目一開始，抽出前一日參加0204的觀眾參加該單元，並問前一日節目曾經出現過之考古題，答對著可得獎品，反之答錯者，則繼續抽下一位，直至有人答對為止。
- 除原有的0204高額付費電話，觀眾可以編寫簡訊，傳送至指定號碼給現場參賽者求救，同樣也可以獲得〈幸運九宮格〉的參賽機會。

### 年代版與台視版0204高額付費電話的差異
- 台視版是節目進行途中，只要有參賽者勝出或失敗者，就抽出參與0204求救幫忙之觀眾，參加〈機會　命運〉問答。
- 年代版則是在節目開始時，就先抽第一位觀眾參加遊戲，跟下一位預先抽出有參加0204的觀眾，並確認觀眾可以參加遊戲後，就請觀眾等待至下位參賽者，答錯後才可上線。製作單位回撥參加觀眾電話後，在自行抽出是否先通知觀眾是否有抽中，若無就告知沒抽中，反之若有抽中者，就在電話線上等待，直至下位來賓百萬挑戰賽答錯，才可上線才顯示出剛才抽中之號碼，不是跟台視版馬上選號的方式一樣。這樣的流程，也有瑕疵可言，這會很容易讓觀眾產生誤會，跟台視版的差異頗大。

## 走出戶外
超級大富翁曾在戶外與民眾相見歡，分為兩次

1. 鹿港天后宮
2. 台南大遠百

## 其他
- 《百萬富翁》
- 《無敵超級二十一》
- 《百万富翁 (香港)》
- 《百万智多星》

## 外部連結
- 臺視　超級大富翁開運大作戰　官方網頁 （页面存档备份，存于）